# TCIM
TCIM‏ (Transcriptional and immune response regulator) هوَ بروتين يُشَفر بواسطة جين TCIM في الإنسان.